# 페터 피츠
페터 피츠(독일어: Peter Fitz, 1931년 8월 8일 ~ 2013년 1월 9일)는 독일의 배우이다.
카이저슬라우테른에서 태어났으며 베를린에서 사망하였다.

## 영화
- 프라터 (2007년)
- 로라의 별 (2004년)
- 라우트로스 (2004년)
- 베크마이스터 하모니즈 (2000년)
- 이십삼 (1998년)
- 14 데이즈 (1997년)
- 라이브 샷 (1997년)
- 폴리스 몽키 (1997년)
- 바람둥이 (1995년)
- 마피아의 꽃 크랙 커넥션 (1991년)
- 죽어도 좋아 (1991년)
- 닥터 M (1990년)
- 굿바이 칠드런 (1987년)
- 두 전쟁 사이에서 (1978년)